# 청년영웅도로

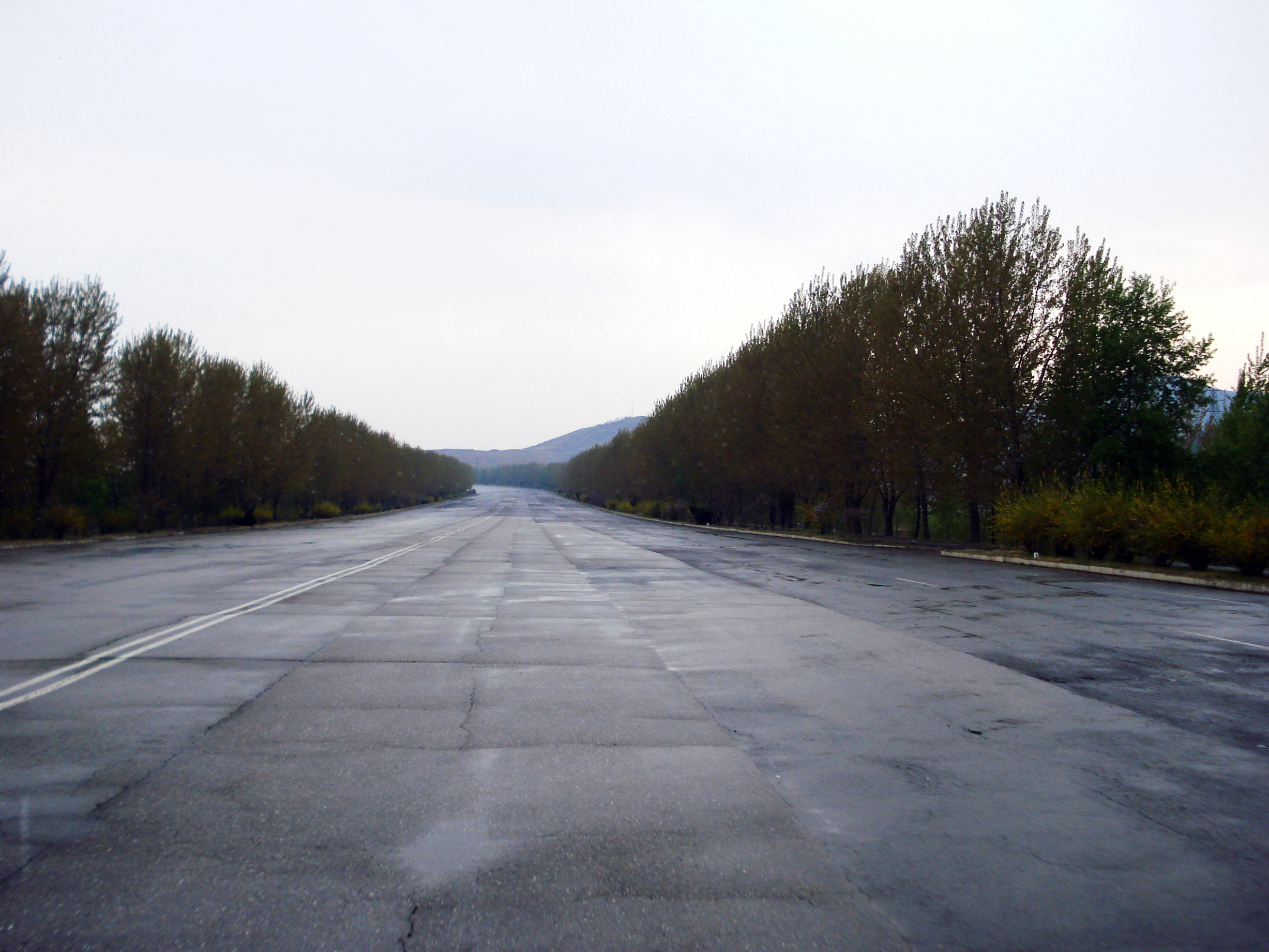
청년영웅도로

청년영웅도로(靑年英雄道路)는 조선민주주의인민공화국의 평양직할시와 남포특급시를 잇는 고속도로이다. 1998년 11월에 착공해 2000년 10월에 완공되었으며 평양-남포간 고속도로라고도 불린다.

## 상세
평양직할시 보통강구역과 만경대구역을 지나 남포특급시까지 이어진다. 주요 경유지로는 천리마군과 강서군 등이 있다. 이 고속도로가 남한으로 대응한다면 경인고속도로로 취급한다.

## 구간
- 평양직할시 보통강구역~만경대구역
- 남포특급시 천리마군~강서군
- 남포특급시 강서군~룡강군
- 남포특급시 룡강군~항구구역